# Long Load
Long Load is een civil parish in het bestuurlijke gebied South Somerset, in het Engelse graafschap Somerset met 332 inwoners.